# Liidia Tuulse
Liidia Tuulse (* 5. Märzjul. / 18. März 1912greg. in der Gemeinde Hummuli, Gouvernement Livland; † 17. März 2012 in Sköndal, Schweden) war eine estnische Lyrikerin.

## Leben und Werk
Liidia Tuulse wurde als Lydia Haas geboren. 1936 ließ sie ihren Namen estnisieren.
Sie besuchte zunächst eine private Grundschule in Valga. 1929 schloss sie das dortige Mädchengymnasium ab.
Sie schloss 1934 ihr Studium an der Philosophischen Fakultät der Universität Tartu ab. Sie belegte die Fächer Germanistik, Philosophie und Kunstgeschichte. 1938 erhielt sie den Titel einer mag. phil. 1937 führten sie Studien an die Albertus-Universität nach Königsberg und 1938 an die Universität Stockholm. Von 1936 bis 1940 war sie am Institut für Hauserziehung in Tartu beschäftigt.
Vor der heranrückenden Roten Armee floh Liidia Tuulse gemeinsam mit ihrem Ehemann, dem Kunst- und Architekturhistoriker Armin Tuulse (1907–1977), aus Estland nach Schweden. Dort war sie als Archivmitarbeiterin, Publizistin und Sprachlehrerin tätig.
Liidia Tuulse debütierte 1937 mit Reiseberichten in estnischen Zeitungen. Später schrieb sie Rezensionen und Kurzprosa. Während des Exils in Schweden widmete sie sich auch der Lyrik sowie Lyrikübersetzungen.
Tuulse gehörte dem Estnischen Exil-Schriftstellerverband an, nach Wiedererlangung der estnischen Unabhängigkeit dem Estnischen Schriftstellerverband.
Liidia Tuulse starb einen Tag vor ihrem 100. Geburtstag.

## Gedichtanthologien
- Liiv ja lumi (1968)
- Linde pihlaka võrast (1983)
- Tiivalöök (1989)
- Jahresringe. Årsringar. Annual rings. (1995)
- Muutuda sõnaks (1997)
- Kogutud luuletused (2007)

## Privatleben
Liidia Tuulse war mit dem Kunstwissenschaftler Armin Tuulse (bis 1936 Armin Neumann, 1907–1977) verheiratet, der bis 1944 Professor für Kunstgeschichte an der Universität Tartu war. Ihr Sohn ist der Komponist Toomas Tuulse (* 1946).